# وارن بکتل
وارن بکتل (انگلیسی: Warren A. Bechtel؛ ۱۲ سپتامبر ۱۸۷۲ – ۲۸ اوت ۱۹۳۳) کارآفرین اهل ایالات متحده آمریکا بود، که شرکت بکتل را در سال ۱۸۹۸ تأسیس کرد. این شرکت هم‌اکنون به‌عنوان یکی از بزرگترین شرکت‌های خدمات مهندسی و ساخت آمریکا بشمار می‌آید.